# Silence: The Whispered World 2
Silence: The Whispered World 2 è un videogioco di tipo avventura grafica, sviluppato per Microsoft Windows, PlayStation 4 e Xbox One nel 2016 da Daedalic Entertainment. Il gioco ha un classico stile punta e clicca, con personaggi 3D integrati in sfondi 2D, musiche d'atmosfera e intermezzi animati. Per gli addetti ai lavori è un ottimo videogioco e ha riscosso pareri positivi.

## Trama
La guerra infuria. Durante un raid aereo, il sedicenne Noah e la sua sorellina Renie trovano rifugio in un bunker. Lì dentro non sono soltanto protetti da bombardamenti potenzialmente letali, ma si trovano anche al crocevia di un mondo tra la vita e la morte: Silence. Quando Noah perde sua sorella a Silence, sarà costretto ad avventurarsi in questo idilliaco ma minaccioso mondo per ritrovarla.

## Modalità di gioco
Le azioni si svolgono tutte con il mouse, premendo il tasto sinistro Sadwick si dirigerà dove c'è il puntatore ed eseguirà le azioni. L'occhio ci permetterà di guardare ed esaminare, la mano di raccogliere, usare, dare, spingere e tirare. Gli enigmi del gioco all'inizio sono semplici ma con il progredire dell'avventura saranno sempre più difficili. La localizzazione in italiano è presente con i sottotitoli e i vari menù di gioco, mentre il parlato è in inglese.

## Personaggi principali
- Noah/Sadwick, protagonista del gioco, nonché fratello di Renie. Ha sedici anni con molta voglia di fare. Ha un carattere gentile ed è molto altruista. Spesso fa battute sarcastiche con i personaggi che incontra.[3]
- Renie, è la sorella di Noah e sarà la prima ad avventurarsi nel mondo di Silence, costringendo suo fratello a seguirla. Proprio come suo fratello, Renie ha un carattere molto gentile e altruista.[3]
- Spot, un bruco o larva verde, probabilmente di tipo lepidottero che accompagna Sadwick e Renie in tutta l'avventura. Ha parte rilevante in tutto il gioco grazie alle sue incredibili trasformazioni.[3]